# 2015 PK312
2015 PK312, também escrito como 2015 PK312, é um objeto transnetuniano que está localizado no disco disperso, uma região do Sistema Solar. Ele possui uma magnitude absoluta de 9,8 e tem um diâmetro estimado de 48 km.

## Descoberta
2015 PK312 foi descoberto no dia 15 de agosto de 2015 pelo The Dark Energy Survey.

## Órbita
A órbita de 2015 PK312 tem uma excentricidade de 0,649 e possui um semieixo maior de 89,297 UA. O seu periélio leva o mesmo a uma distância de 31,314 UA em relação ao Sol e seu afélio a 147 UA.